# Sinclair ZX Spectrum

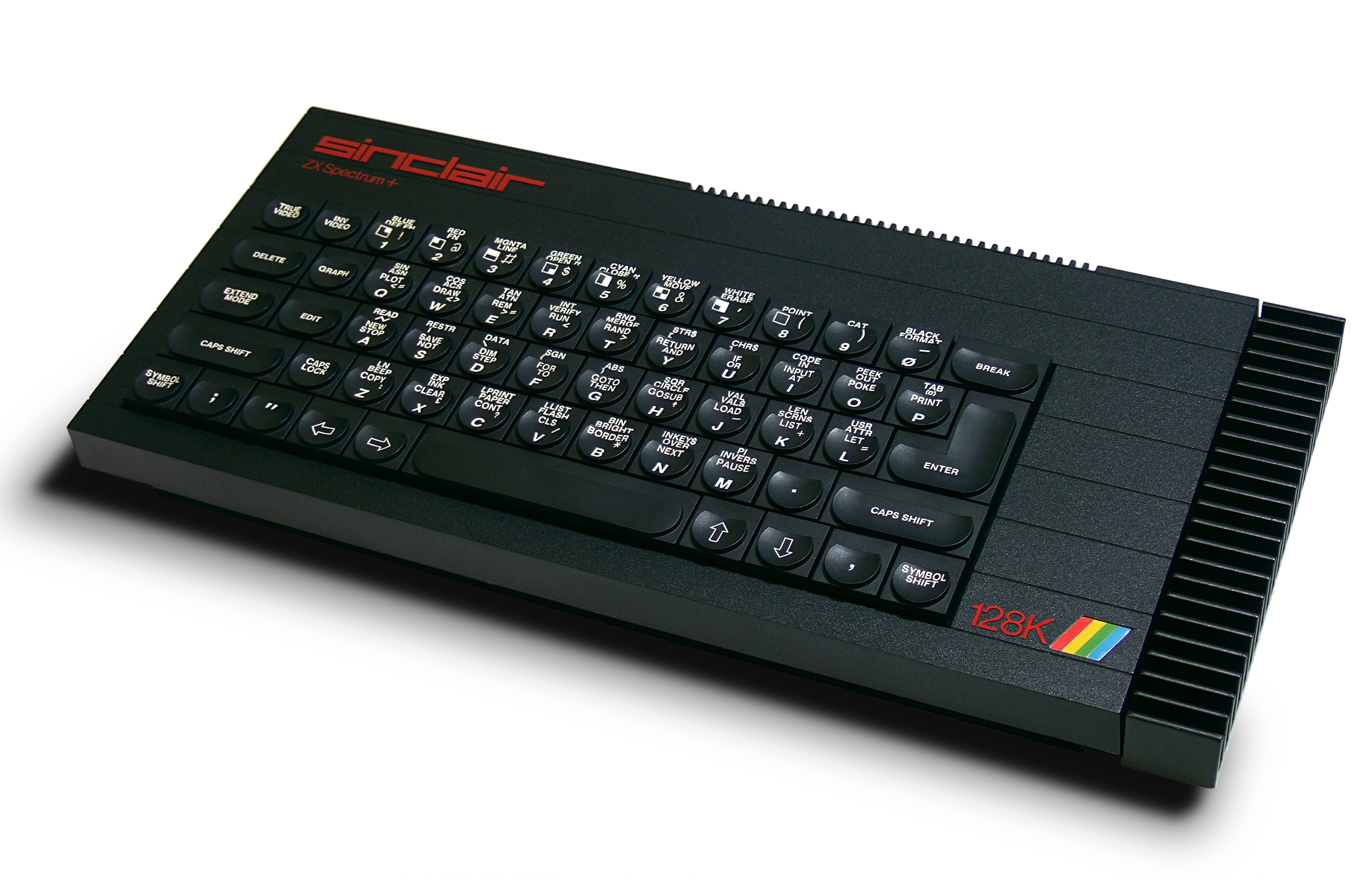
ZX Spectrum 128

ZX Spectrum是1982年由Sinclair公司生产的一款8位个人电脑。在产品开发期间，称作ZX81 Colour及ZX82,该款机器最后被Sinclair公司命名作ZX Spectrum，以强调其彩色显示，并有别于前款机器Sinclair ZX81的黑白显示。ZX Spectrum有8种不同的规格。1987年型号带有软盘驱动器。1980年代初，其竞争对手主要是Commodore 64。其后竞争对手有Amstrad CPC等。